# Cornelis Claesz. van Wieringen

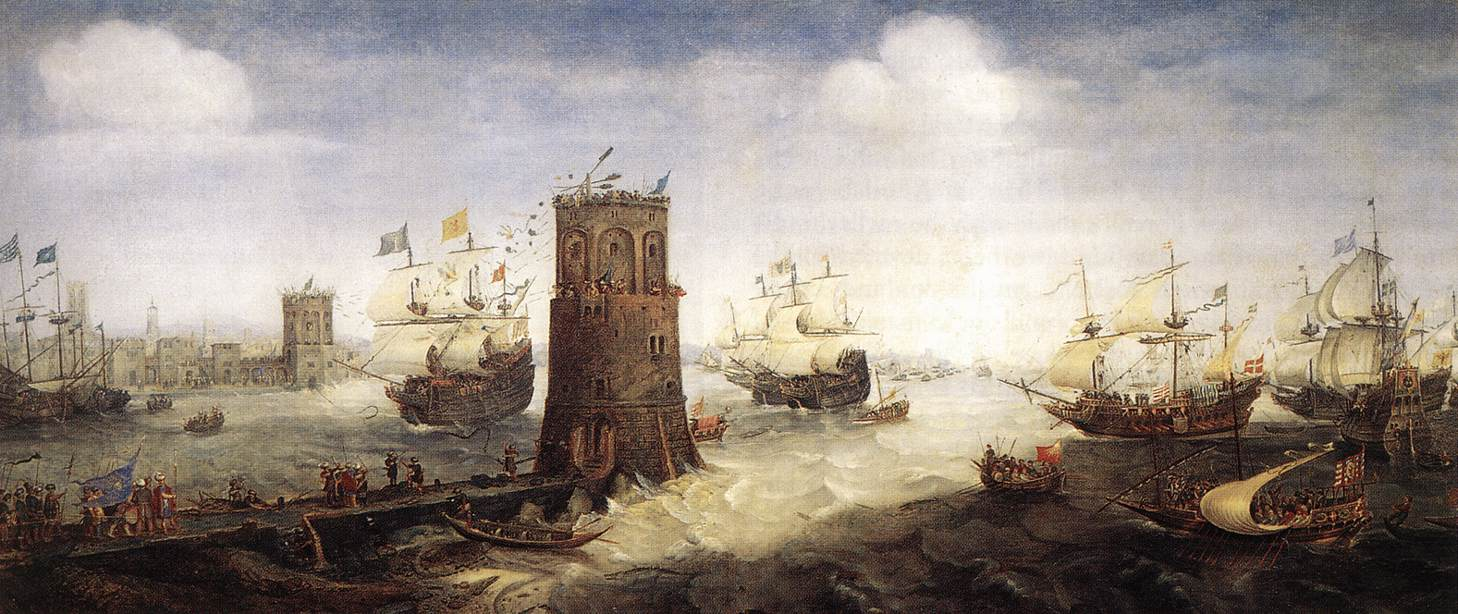
Een Haarlems schip doorbreekt de ketting van de haven van Damiate. Deze legende was eeuwenlang zeer populair, maar wordt tegenwoordig zelfs in Haarlem niet meer serieus genomen.

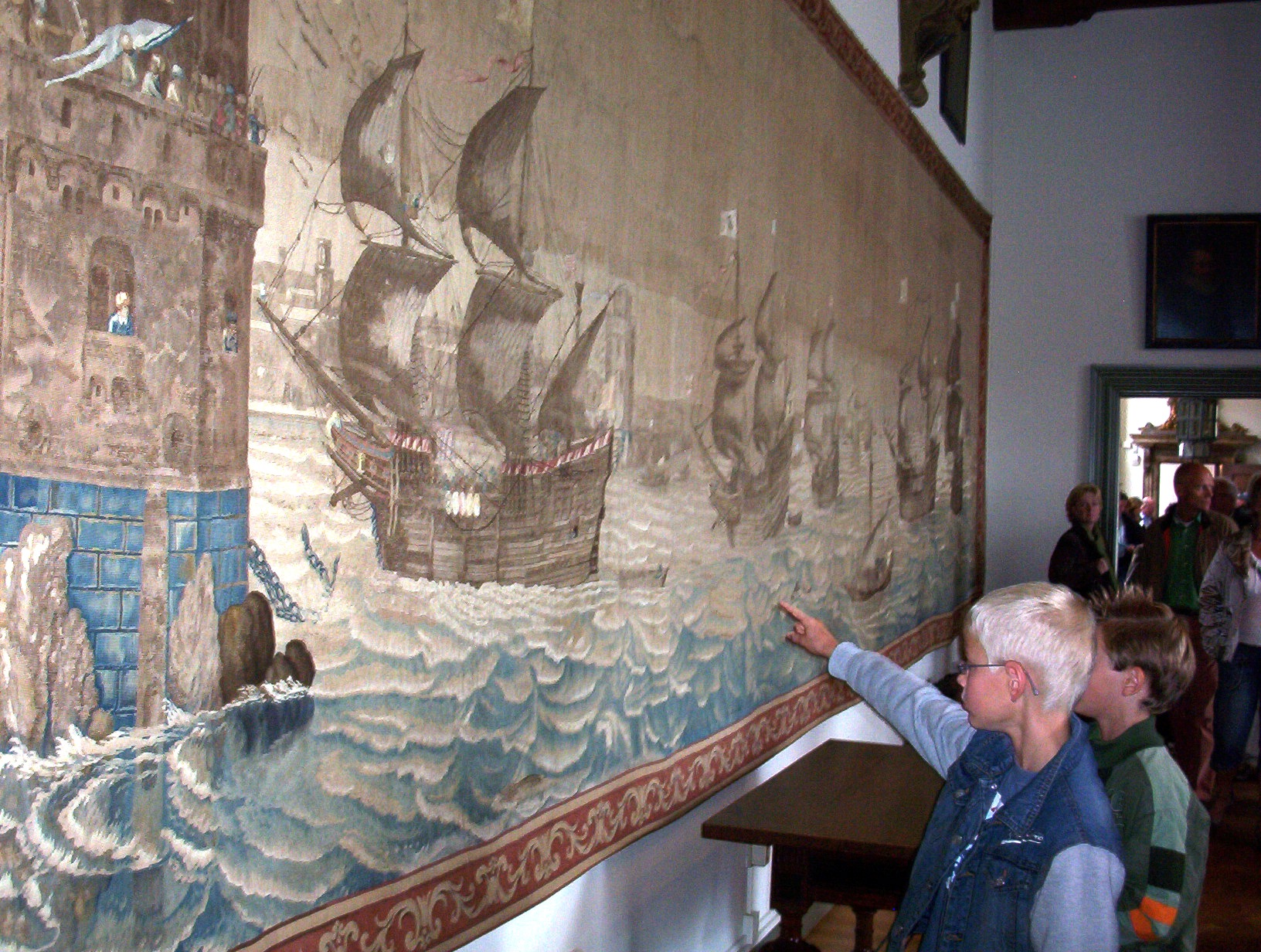
Hier is hetzelfde onderwerp in tapijt geweven (ontwerp van Van Wieringen). Het hangt in het Haarlemse stadhuis en is het grootste wandtapijt van de 17de eeuw.

Cornelis Claesz. van Wieringen (Haarlem, 1577 - aldaar, 29 december 1633) was een Nederlands tekenaar, schilder en etser.
Van Wieringen was bevriend met Hendrick Goltzius en Cornelis van Haarlem en bekleedde belangrijke functies in het Haarlemse Sint-Lucasgilde.
Van Wieringen, zoon van een schipper, specialiseerde zich in zeestukken en ontving opdrachten van onder meer het stadsbestuur van Haarlem en de Admiraliteit van Amsterdam. Hij maakte het tot op de dag van vandaag meest bekende schilderij van het doorvaren van de ketting bij Damiate aan de monding van de Nijl (De verovering van Damiate, 1628, eigendom Frans Hals Museum). Dit eeuwenlang populaire Haarlemse ridderverhaal was gebaseerd op het verhaal van de Vijfde Kruistocht. In 1629 kreeg Van Wieringen van de stad Haarlem als aanvullende opdracht een ontwerp voor een wandtapijt te maken, bedoeld voor de vroedschapskamer van het Stadhuis van Haarlem (waar het nu nog hangt).
Volgens de archieven van het stadhuis begon de thesaurier op 12 april 1629 de betalingen voor "het schip van Damiate". Van Wieringen kreeg 300 Vlaamse pond uitbetaald; de glassnijder Pieter van Holstein, die het werkpatroon (en bijbehorende glas-in-loodraam) maakte, 225 Vlaamse pond en later nog eens 25 Vlaamse pond voor het afzetten, het omboorden. De Haarlemse tapijtwever Joseph Thienpont ontving het exorbitante bedrag van 2003 Vlaamse pond. In 1630 ontving Van Wieringen nog eens 69:2 pond "uit zaeke van de behoeften tot de teekeninge van 't schip van de Damiaten verbesigt en geemployeerd". De afmetingen van het wandtapijt zijn 10,75 meter lang en 2,40 meter hoog en daarmee is dit het grootste wandtapijt van de zeventiende eeuw.